# Loin du Vietnam
Loin du Vietnam (Brasil: Longe do Vietnã ) é um documentário lançado em 1967, dirigido por Chris Marker e cujas sequências são codirigidas por Joris Ivens, Claude Lelouch, Alain Resnais, Jean-Luc Godard, Agnès Varda e William Klein.

## Sinopse
Longe do Vietnã expressa, em onze sequências, a oposição de um grupo de cineastas e técnicos de cinema à intervenção dos Estados Unidos no conflito vietnamita. Alternando documentário e ficção, este filme tem apenas um objetivo: mostrar que a Guerra do Vietnã é a guerra dos ricos contra os pobres, ou seja, de todo o Terceiro Mundo revolucionário, mesmo em busca da independência.

## Prêmios
- 1968: Pomba de prata no Festival Internacional de Documentário e Animação de Leipzig

## Recepção critica
O filme foi rodado pela primeira vez em agosto de 1967 no festival de Montreal, após foi programado para 30 de setembro no Lincoln Center em Nova York onde teve uma recepção triunfante do público, mas uma reação hostil da imprensa. Foi ainda apresentado no Festival de Londres e no de Leipzig, em dezembro. Na França, a primeira exibição acontece no dia 18 de outubro de 1967 em Besançon diante dos trabalhadores de uma fábrica de fogos de artifício, e termina com um debate na presença de Alain Resnais, William Klein e Jacqueline Meppiel. Em 9 de dezembro de 1967, Loin du Vietnam é apresentado em Paris no grande salão do TNP (2000 lugares, esgotados em dois dias seguidos), no Palais de Chaillot, a convite do seu director Georges Wilson e na presença de Maï Van Bo, Delegado Geral da República Democrática do Vietnã. Ao final da exibição, é organizado um debate entre os 2000 espectadores e os diretores do filme.A partir de 13 de dezembro, o filme é programado em quatro cinemas parisienses (Kinopanorama, Dragon, Napoléon, Septième Art), mas o saque do Kinopanorama em 21 de dezembro por um comando armado, de cerca de trinta indivíduos do grupo de extrema-direita Occident, mais várias ameaças de bomba, condenam definitivamente a sua difusão nas salas, que a partir de então terão provavelmente de ficar confinadas a alguns cine-clubes, festivais e projeções associativas.
Uma cópia foi restaurada em 2009, com base no original de 16 mm.
Além disso, um VHS francês foi publicado em 1997 na coleção "Les películas de ma vie" da Éditions Ciné Vidéo Film e vários DVDs foram publicados no Japão (2001, 2005), Itália (2007), Estados Unidos (2013) e Brasil (2019).

## Precedentes
Após uma busca por financiamento para enviar um barco carregado de remédios para os vietnamitas, que contavam com a operação One Billion for Vietnam liderada por Robert Bozzi, dono de uma galeria parisiense, Chris Marker foi contatado. Bozzi observou que, de fato, se os artistas participam ativamente da operação, os roteiristas não fazem nada. Mas Bozzi conheceu Marker através de Claude Otzenberger, com quem este último havia trabalhado no filme Demain la Chine, em 1965. A este contato com o meio artístico, há que acrescentar o pedido premente de alunos da Universidade de Nanterre que desejavam um filme para acompanhar os debates que estavam a organizar. Também em dezembro de 1966, Marker reuniu alguns amigos, nomeadamente Alain Resnais, William Klein, Agnès Varda e seu marido Jacques Demy. Depois, juntam-se a eles Joris Ivens e o brasileiro Ruy Guerra, ambos então hospedados em Paris. Por fim, Claude Lelouch, cuja fama estourou graças ao sucesso deUn homme et une femme, Palma de Ouro em Cannes em 1966, ao saber da existência do projeto, pede para poder participar, argumentando: "Eu sei que você não gosta dos meus filmes, mas isso não conta. Concordo com o que você quer fazer: vamos fazer juntos". Finalmente, em janeiro de 1967, esse coletivo de cineastas e técnicos reunidos sob a liderança de Chris Marker embarcou na aventura de Loin du Vietnam.
O financiamento vem de pelo menos duas fontes: 60.000 francos de patronos generosos e o restante de um canal de televisão em Munique, cerca de 340.000 francos para comprar filmes, equipamentos, pagar laboratórios, viagens e outras despesas operacionais. Para o resto, nenhum participante é pago. Todos trabalham de forma voluntária, de acordo com seu tempo livre e habilidades. Inicialmente, o contrato com o canal de Munique previa "um filme de ficção de uma hora e meia sobre o Vietnã, com a participação de Yves Montand e Simone Signoret". No entanto, após oito meses, o resultado é bem diferente. As duas horas de Longe do Vietnã são divididas em 11 episódios:
- Bomb Hanoii (Claude Chabrol)
- A parade is a parade
- Johnson chora (Joris Ivens / Marceline Loridan)
- Claude Ridder (Alain Resnais)
- Flash back (Jean Lacouture: texto)
- Camera eye (Jean-Luc Godard)
- Victor Charlie (Michelle Ray)
- Why we fight (recuperação de notícias)
- Fidel Castro (Roger Pic)
- Ann Uyen
- Vertigo (William Klein)

Deve-se especificar, além disso, que, por um lado, Marker criou para a ocasião a empresa SLON (Société pour le lancement des œuvres nouvelles) na Bélgica, para não sofrer a censura francesa. Por outro lado, ao contrário do que costumamos ler, Agnès Varda acabou não participando do projeto como diretora, mas simplesmente como colaboradora. Com efeito, o seu episódio (a história de uma burguesa que descobre a guerra do Vietname e acaba por enlouquecer) e o de Ruy Guerra não foram incluídos na versão final do filme, por serem demasiado longos e pouco condizentes com o projeto definitivo. Ambos são, no entanto, creditados nos créditos originais. Mas em 2012, Varda pedirá expressamente à distribuidora La Sofra (antiga Sofracima) que retire seu nome dos créditos. Quanto ao episódio imaginado por Jacques Demy, narrando o idílio entre um soldado americano e uma prostituta de Saigon, foi eliminado desde o início.